# Cerro General Belgrano
El cerro General Belgrano conocido como Nevado de Famatina y también La Mejicana por la mina de oro de ese nombre, es una montaña ubicada hacia el centro de la provincia argentina de La Rioja. Con una altitud de 6200 m s. n. m. según el IGN, es la cumbre extraandina más elevada de América. Se encuentra en las coordenadas geográficas: 29°00′51″S 67°49′58″O / -29.01417, -67.83278.

## Características
El cerro General Belgrano es el más elevado de la cordillera llamada sierra de Famatina, cordón montañoso que forma parte de las sierras transpampeanas, de las que resulta ser la cima máxima. Debido al valor simbólico que le dieron los antiguos pueblos aborígenes (subparcialidad guandacol de la parcialidad capayán del conjunto diaguita), y a su valor económico, es el motivo principal del escudo de armas de La Rioja.
Su cumbre, cubierta de hielos eternos merced a su altitud, consta de tres picos, el más elevado llamado Blanco o Alto (o Belgrano), el Negro y el Rosillo. El más elevado de los picos del cerro General Belgrano sirve como hito en donde coinciden los límites de los siguientes departamentos riojanos: por el sudeste el de Chilecito, por el noreste el de Famatina, por el noroeste el de Vinchina y por el suroeste el de General Lamadrid. Cuenta también con santuarios de altura incaicos. 
Esta gran montaña fue investida de un valor simbólico eminentemente religioso por las poblaciones prehispánicas, se supone que se le daba el nombre de Wamatinaj, hispanizado como Famatina (acaso evocando a la palabra de origen árabe Fátima); lo cierto es que "famatinas" (o wamatinas) eran llamados los pueblos originarios de la etnia diaguita y parcialidad capayán que habitaban en el valle ubicado al oriente de esta montaña.
No solo su imponente aspecto y su gran altura le hicieron famoso, sino la existencia, en el seno del mismo cerro y en sus proximidades, de importantes minas de oro, como la denominada La Mejicana, con cuyo oro se acuñaron algunas de las primeras monedas argentinas, en el siglo XIX.
La jurisdicción sobre los yacimientos fue uno de los factores de competencia entre los federales y unitarios, por ejemplo entre Facundo Quiroga y Bernardino Rivadavia.
Durante el siglo XX el cerro recibió su nombre definitivo, en homenaje al prócer Manuel Belgrano.
El cerro General Belgrano posee también el valor de su atractivo turístico, debido a sus extraordinarios paisajes, así como la posibilidad de realizar varios deportes de aventura: montañismo, vuelos de parapente y aladeltismo, o el posible ascenso por cablecarril  hasta las elevadas bocas de la mina La Mejicana, aunque el cablecarril no está en servicio actualmente.
En el cerro nacen numerosos cursos de agua, aunque estos son poco caudalosos debido a la extrema sequedad y la fuerte heliofanía de la mayor parte de la zona en la que se ubica. El curso más importante es el río Anchumbil, afluente directo del extenso río Desaguadero (llamado río "Vinchina" o "Bermejo" por los locales).

Esta montaña es el principal componente del paisaje que domina a las poblaciones vecinas, por ejemplo, las ciudades de Chilecito, Famatina, Angulos, Nonogasta, Villa Castelli y Villa Unión, Vinchina, entre otras.